# Bi Wenjing
Bi Wenjing (kinesiska: 畢 文靜), född den 28 juli 1981 i Xintai, Kina, är en kinesisk gymnast.
Hon tog OS-silver i barr i samband med de olympiska gymnastiktävlingarna 1996 i Atlanta.